# ジェイミー・ウェストブルック
ジェイミー・ウェストブルック（Jamie Westbrook, 1995年6月18日 - ）は、 アメリカ合衆国アリゾナ州ギルバート出身のプロ野球選手（外野手、二塁手）。右投右打。MLBのタンパベイ・レイズ傘下所属。
2021年開催の東京オリンピック 野球 銀メダリスト。

## 経歴

### プロ入りとダイヤモンドバックス傘下時代
2013年のMLBドラフト3巡目（全体150位）でアリゾナ・ダイヤモンドバックスから指名され、予定していたペパーダイン大学への進学を取り止めプロ入り。2019年まで傘下のマイナーチームでプレーした。
2019年11月4日にFAとなった。

### 独立リーグ時代
2020年1月6日にサンフランシスコ・ジャイアンツとマイナー契約を結んだが、新型コロナウイルスの感染拡大の影響でマイナーリーグが開催中止となったため、試合への出場がないまま6月26日に自由契約となった。

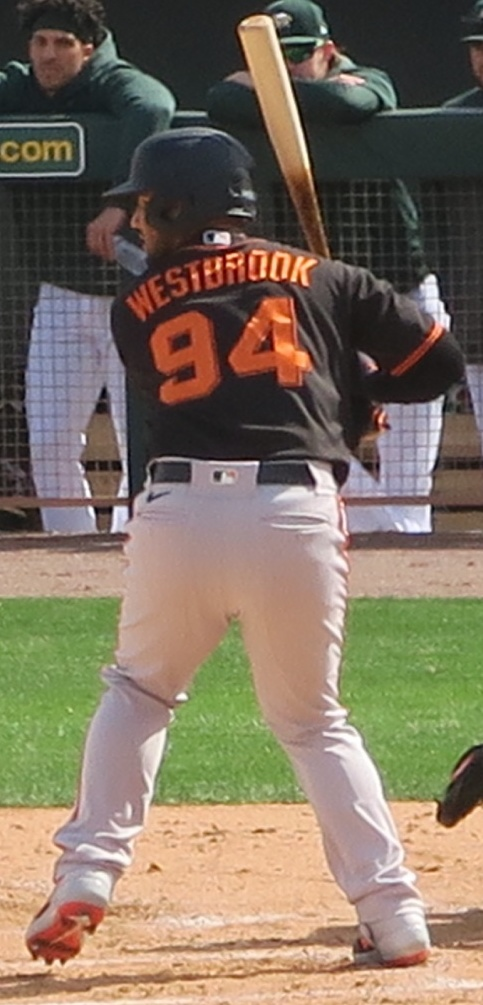
サンフランシスコ・ジャイアンツ傘下時代
(2020年2月23日)

その後、プレーの機会がないマイナーリーグの選手たちのために一時的に創設されたコンステレーション・エナジーリーグのシュガーランド・ライトニングスロースと7月に契約した。この年は27試合に出場して打率.294、5本塁打、17打点の成績を記録し、オフにチームMVPを受賞した。

### ブルワーズ傘下時代
2020年11月2日にミルウォーキー・ブルワーズとマイナー契約を結んだ。
2021年は傘下のAAA級ナッシュビル・サウンズで開幕を迎え、シーズン途中には東京オリンピックのアメリカ合衆国代表に選出された。

### タイガース傘下時代
2022年4月13日に金銭トレードでデトロイト・タイガースに移籍した。このシーズンは傘下AAA級トレド・マッドヘンズでプレーした。オフにFAとなった。

### ヤンキース傘下時代
2022年12月15日にニューヨーク・ヤンキースとマイナー契約を結んだ。 2023年シーズンは傘下AAA級スクラントン・ウィルクスバリ・レイルライダースで117試合に出場した。オフにFAとなった。

### レッドソックス時代
2023年12月11日にボストン・レッドソックスとマイナー契約を結び、 スプリングトレーニングに招待選手として参加した。2024年シーズンの開幕は傘下AAA級のウースター・レッドソックスで迎えたが、6月2日に40人ロースターに選出され、さらに自身初となるメジャー昇格も経験した。同日のデトロイト・タイガース戦でメジャー初出場を果たし、初打席で四球を選んだ。6月5日のアトランタ・ブレーブス戦では、メジャー初安打をジミー・ハーゲットから、翌日のシカゴ・ホワイトソックス戦では、初本塁打をジャレッド・シュスターからそれぞれ記録した。しかし、8月12日にミッキー・ガスパーなどを昇格させることに伴ってDFAとなり、3日後にウェイバー公示を経てAAA級ウースターに降格となった。オフの11月4日にFAとなった。この年メジャーでは21試合に出場して打率は僅か.150ながら、2本塁打、7打点を記録した。

### レイズ傘下時代
2025年2月21日にタンパベイ・レイズとマイナー契約を結んだ。

## 詳細情報

### 年度別打撃成績
| 年 度    | 球 団    | 試 合 | 打 席 | 打 数 | 得 点 | 安 打 | 二 塁 打 | 三 塁 打 | 本 塁 打 | 塁 打 | 打 点 | 盗 塁 | 盗 塁 死 | 犠 打 | 犠 飛 | 四 球 | 敬 遠 | 死 球 | 三 振 | 併 殺 打 | 打 率 | 出 塁 率 | 長 打 率 | O P S |
| -------- | -------- | ----- | ----- | ----- | ----- | ----- | -------- | -------- | -------- | ----- | ----- | ----- | -------- | ----- | ----- | ----- | ----- | ----- | ----- | -------- | ----- | -------- | -------- | ----- |
| 2024     | BOS      | 21    | 48    | 40    | 4     | 6     | 2        | 0        | 2        | 14    | 7     | 0     | 0        | 0     | 2     | 4     | 0     | 1     | 14    | 0        | .150  | .234     | .350     | .584  |
| MLB：1年 | MLB：1年 | 21    | 48    | 40    | 4     | 6     | 2        | 0        | 2        | 14    | 7     | 0     | 0        | 0     | 2     | 4     | 0     | 1     | 14    | 0        | .150  | .234     | .350     | .584  |

- 2024年度シーズン終了時

### 背番号
- 73（2024年）

### 代表歴
- 2020年東京オリンピックの野球競技・アメリカ合衆国代表